# 遠山隼人佐
遠山 隼人佐（とおやま はやとのすけ、? - 永禄7年1月8日（1564年2月20日））は、戦国時代の武将。後北条氏の家臣。父は遠山綱景で次男。兄に藤九郎。弟や妹に弥九郎、政景、忠孝、景宗、大道寺政繁室、法性院（北条氏康養女・太田康資室）、島津主水正室、伊丹政富室ら。子に光吉、甥の直景の室となった尾張局ら。

## 生涯
諱は不詳。通称は弥六郎。官途は隼人佐（隼人佑）を称した。史料上の初見は天文21年（1552年）である。
次男であったが、長兄の藤九郎が天文16年（1547年）に早世したため、嫡子に昇格。父の綱景が玉縄北条氏の北条綱成と親密な関係にあったため、綱成の娘・浄光院殿と結婚している。
永禄7年（1564年）1月8日、第2次国府台合戦において父の綱景と共に討死した。法名は瑞鳳院殿月渓正円大居士。
隼人佐と後妻か側室との間に生まれた娘・尾張局は、隼人佐の死により遠山家の家督を継承した弟・政景の嫡子である直景に嫁いだ。